# Flora Hoffmann
Flora Hoffmann (* 3. April 1931 in Berlin; † 9. Juli 2013 ebenda) war eine deutsche Hörspielregisseurin. Sie hat von Ende der 1950er- bis Ende der 1980er-Jahre mehr als 70 Hörspiele und Radio-Features inszeniert.

## Leben und Wirken
Während es in Westdeutschland in den Nachkriegsjahren bei ARD und Deutschlandfunk immer noch fast ausschließlich männliche Hörspielregisseure gab (Ausnahmen z. B. Cläre Schimmel und Fränze Roloff), arbeiteten Ende der 1960er-Jahre im Funkhaus des staatlichen Hörfunks der DDR in der Ostberliner Nalepastraße mit Flora Hoffmann, Ingeborg Milster, Maritta Hübner und Barbara Plensat eine ganze Reihe von inszenierenden Frauen.
Hoffmann hatte ihr Debüt als Regisseurin bereits 1958 mit der Hörspielfassung des Märchens Die Schneekönigin von Hans Christian Andersen gegeben, deren Erstsendung am 1. Januar 1958 ausgestrahlt wurde. Bis 1989 folgten zahlreiche weitere Hörspielproduktionen, viele davon für Kinder. Zu den Features, bei denen Hoffmann Regie führte, zählten Wandlungen in Bad Lauchstädt und Süßwassermatrosen, eine Reportage über die Binnenschifffahrt (beide 1968).
Nach der politischen Wende 1989 verliert sich Hoffmanns Spur. Sie starb am 9. Juli 2013 im Alter von 82 Jahren in Berlin.

## Hörspiele und Features (Auswahl)
In der Hörspieldatenbank der ARD sind 78 Werke gelistet, bei denen Flora Hoffmann als Regisseurin tätig war, darunter:
- 1958: Hans Christian Andersen: Die Schneekönigin, Bearbeitung: Helga Pfaff (Kinderhörspiel – Rundfunk der DDR)
- 1958: Rainer Kerndl: Birne, Waldi, ich und die anderen (Hörspiel – Rundfunk der DDR)
- 1959: Karl Knietzsch: Blutsbrüder (Hörspiel  – Rundfunk der DDR)
- 1961: Anna Elisabeth Wiede: Die Sonnenuhr (Kinderhörspiel – Rundfunk der DDR; Übernahme durch Litera, 1963)
- 1961: Kurt Held: Die rote Zora und ihre Bande – Regie: Ingeborg Milster (Kinderhörspiel, 5 Teile – Rundfunk der DDR)
- 1963: Hasso Laudon: Wie Anette ihre Schulmappe suchte (Kinderhörspiel – Rundfunk der DDR)
- 1963: Juri Karlowitsch Olescha: Das Märchen von Kaspar Arneri und der wundersamen Puppe (Kinderhörspiel – Rundfunk der DDR)
- 1963: Anna Elisabeth Wiede: Das Untier von Samarkand (Kinderhörspiel – Rundfunk der DDR)
- 1964: Rudolf Kirsten: Die Teufelsmühle
- 1965: Gisela Richter-Rostalski: Eine italienische Familie (Kinderhörspiel – Rundfunk der DDR)
- 1968: Manfred Engelhardt: Wandlungen in Bad Lauchstädt (Feature)[3]
- 1970: Ève Curie: Meine Mutter, Madame Curie (Hörspielbearbeitung – Rundfunk der DDR)
- 1981–1982: Christoph Hein: Jakob Borgs Geschichten
- 1984: Carl Ceiss: Die kleine Kuckucksuhr
- 1985: Gerhard Holtz-Baumert: Die Hecke (Kinderhörspiel – Rundfunk der DDR)
- 1986: Klaus Rohleder: Tautropfen und Kaninchen (Kinderhörspiel – Rundfunk der DDR)
- 1989: Antoine de Saint-Exupéry: "Der kleine Prinz" (Lesung der Funkerzählung in der Bearbeitung von Stephan Göritz)